# Lachówka
Lachówka [pronunciación en polaco: /laˈxufka/] es un pueblo ubicado en el distrito administrativo de Gmina Siemiatycze, dentro del Condado de Siemiatycze, Voivodato de Podlaquia, en el norte de Polonia oriental. Se encuentra aproximadamente a 9 kilómetros al norte de Sieatycze y a 72 kilómetros al sur de la capital regional Białystok.